# David Haas (Fußballspieler)
David Haas (* 8. Dezember 2001 in Wien) ist ein österreichisch-thailändischer Fußballspieler.

## Karriere
David Haas erlernte das Fußballspielen in den Jugendmannschaften der österreichischen Vereine SC Stainz sowie des Deutschlandsberger SC und wechselte von dort 2018 in den Nachwuchs des thailändischen Klubs Bangkok FC. Am 1. August 2020 unterschrieb er einen Vertrag beim Uthai Thani FC. Der Verein aus Uthai Thani spielt in der zweiten Liga des Landes, der Thai League 2. Sein Zweitligadebüt gab er am 26. Dezember 2020 im Auswärtsspiel beim Sisaket FC. Hier stand er in der Startelf und wurde in der 80. Minute gegen Buncha Yimchoi ausgewechselt. Am Ende der Saison musste er mit Uthai Thani in die dritte Liga absteigen. Nach dem Abstieg verließ er den Verein und schloss sich dem Zweitligisten Udon Thani FC an. Nach insgesamt 20 Zweitligaspielen für den Verein aus Udon Thani wurde sein Vertrag im Dezember 2022 aufgelöst. Im gleichen Monat unterschrieb er einen Vertrag beim ebenfalls in der zweiten Liga spielenden Trat FC. Am Ende der Saison 2022/23 feierte er mit dem Verein aus Trat die Vizemeisterschaft und den Aufstieg in die erste Liga. Zu Beginn der Saison 2023/24 wechselte er im Juli 2023 zum Drittligisten See Khwae City FC. Mit dem Verein aus Nakhon Sawan spielte er zwölfmal in der Northern Region der Liga. Nach zwölf Ligaspielen wurde sein Vertrag im Sommer 2024 nicht verlängert.

## Erfolge
Trat FC
- Thailändischer Zweitligavizemeister: 2022/23  ▲